# Tinodes aravil
Tinodes aravil är en nattsländeart som beskrevs av Terra och Gonzalez 1992. Tinodes aravil ingår i släktet Tinodes och familjen tunnelnattsländor. Inga underarter finns listade i Catalogue of Life.